# Тенсо
Тенсо, или тенсон, (преведено са аквитанијског борба) је врста аквитанијске поезије коју су писали трубадури. 
Представља дебату у којој оба лица бране своје ставове, у вези са љубављу и моралом, и изношењем тих различитости граде композицију. Сродни жанрови су  партимен и размена кобла. Још једну варијанту представља contenson, односно такмичење, односно када двоје у дебати суди треће лице.